# Bad Lieutenant (musikgrupp)
Bad Lieutenant  är ett engelskt alternativrockband som bildades 2007. Bandets medlemmar är New Orders sångare Bernard Sumner och gitarrist Phil Cunningham samt Jake Evans från Rambo and Leroy. 
Stephen Morris (också från New Order) kan höras spela trummor på enstaka låtar, liksom Alex James, basist från Blur.
Bandet debuterade 2009 med albumet Never Cry Another Tear som släpptes den 5 oktober. Månaden innan hade man släppt singeln "Sink or Swim".
Bad Lieutenant turnerade i Storbritannien samma år i oktober och november. Bandet har även spelat som förband till Pet Shop Boys på deras Pandemonium Tour.

## Medlemmar
Ordinarie medlemmar
- Bernard Sumner – sång, bakgrundssång, gitarr, keyboard
- Phil Cunningham – gitarr, keyboard
- Jake Evans – gitarr, sång, bakgrundssång, keyboard

Turnerande medlemmar
- Stephen Morris – trummor
- Tom Chapman – basgitarr

## Diskografi
Album
- 2009 – Never Cry Another Tear

Singlar
- 2009 – "Sink or Swim"
- 2010 – "Sink or Swim Remix Bundle"
- 2010 – "Twist of Fate"
- 2011 – "Twist of Fate Remix Bundle"